# Panicum tepuianum
Panicum tepuianum är en gräsart som beskrevs av Gerrit Davidse och Fernando Omar Zuloaga. Panicum tepuianum ingår i släktet vipphirser, och familjen gräs. Inga underarter finns listade i Catalogue of Life.